# Смерть немецким оккупантам
«Смерть немецким оккупантам!» (укр. Смерть німецьким окупантам) — подпольная антифашистская организация в оккупированном немцами Киеве. Оформилась в 1942 году. Руководитель — Г. С. Кочубей. Проводила агитационную и диверсионную работу в  Киеве и окрестных районах.

## История
Бывший секретарь партбюро Наркомфина УССР Г. С. Кочубей возглавил данную организацию, которая на начальном этапе существования объединила 16 участников. В её рядах состояли рабочие, колхозники и интеллигенция. Организации удалось создать хорошо законспирированную подпольную типографию и расположила её в подземном помещении у подножия Чёрной горы в районе дома по адресу Железнодорожное шоссе, 5а. Данное помещение вырыли Г. С.  Кочубей, В. И. Ананьев и В. В. Черепанов из коридора данного дома. Оно представляло собой комнату-землянку в человеческий рост площадью 2,5 х 1,2 м. Вход в землянку был возможен только ползком. В этом помещении собирались руководители организации, во время облав скрывались киевские подпольщики, а в феврале 1942 членами организации была налажена работа типографии. Станок для неё собрали Б. А. и П. А. Загорные, шрифт для типографии из города Бровары доставил Е. И. Поживилов
Организация располагала пятью радиоприёмниками, материалы радиопередач использовались Кочубеем, Ананьевым, Черепановым и другими подпольщиками для составления текста листовок. Ежедневный объем печати листовок составлял 200-300 экземпляров. Также в типографии создавались воспроизведённые с образцов поддельные немецкие документы, в частности на право проживания в Киеве и других местах.
В декабре 1942 года типография организации сумела перепечатать номер газеты «Советская Украина» (укр. «Радянська Украiна»), которая была распространена дерзким образом — путём размещения её вкладышем к выходившей в Киеве фашистской газете. 

В ноябре 1942 года «Смерть немецким оккупантам» установила связь с партизанским объединением в Черниговской области под командованием Н. Таранущенко, а позднее с соединением Михаила Наумова. В период с ноября 1942 года по апрель 1943 года организация отправила в лес 224 человека, а партизанским объединениям «За Батьківщину!» была передана типография. Также она установила связь с подпольной организацией Л. Воробьёва, действовавшей в Дарницком районе Киева. Всего члены организации передали партизанам около 200 человек, 1700 патронов, 100 кг. медикаментов, 25 кг гипса, 150 винтовок, 180 гранат, 2 автомата, 2 пулемёта, 40 нарукавных повязок железнодорожников, 50 железнодорожных проездных документов.
Кроме Киева, организация с увеличением численности смогла развернуть активную деятельность в Макаровском, Броварском, Ржищевском, Фастовском, Васильковском районах Киевской области, в Бобровицком, Носовском и Комарницком районах Черниговской области; в Попельнянском и Корнинском районах Житомирской области и на шести железнодорожных узлах — Киевском, Фастовском, Нежинском, Прилукском, Бахмачском и Конотопском.

## Численность
В начале своего существования организация объединяла 16, а к марту 1942 года выросла до 28 человек, в 1943 году насчитывала уже около 150 человек.